# Rudi Koegler

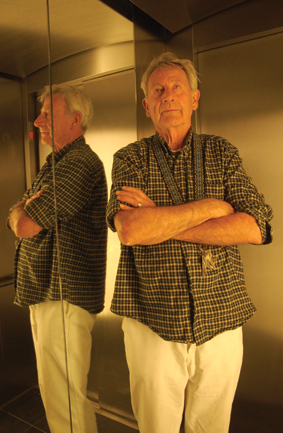
Rudi Koegler

Rudi Koegler (Amsterdam, 1931) is een Nederlands kunstschilder.  Zijn werk wordt gekenmerkt door een ontwikkeling  van figuratief naar abstract en door de terugkerende thema’s van beweging en licht. Hij gaf les op het Casimirlyceum in Amstelveen en op middelbare scholen in Zwolle. Lange tijd werkte hij nauw samen met Jaap Hillenius.

## Perioden
Het werk van Koegler valt in te delen in vier perioden;
- 1e periode: Van 1957 - 1970 schildert hij met name expressionistische landschappen. De gehanteerde techniek is olieverf à la prima.

- 2e periode: Van 1970 - 1975 richt hij zich op de emotie die een mens oproept in een ruimte, waarbij als beeldende middelen wordt gekozen voor richting, volume, ritme en kleur.

- 3e periode: Van 1975 - 1985 draait om het thema van de kleur van licht, weerkaatst door water en vegetatie. Richting van de penseelstreken en de vorm ervan krijgen een betekenis ten opzichte van de kleur.

- 4e periode: Van 1985 tot heden maakt hij complexe en ritmische weefsels van beeldende elementen. De invloed van muziek is tijdens deze periode groot.

## Tentoonstellingen
- 1959 - Zwolle, Hopmanhuis
- 1960 - Zwolle, De Nijvere Konste
- 1977 - Amstelveen, Aemstelle
- 1980 - Westzaan, Eck en Wiel
- 1981 - Hoorn, Alkmaar, Zaandam, Bergen
- 1998 - Cobramuseum, Amstelveen
- 2009 - Chassékerk, Amsterdam